# Mediaskare Records
Mediaskare Records es una compañía discográfica independiente estadounidense, fundado en 2005 por Baron Bodnar. En el sello los artistas más destacados son Bury Your Dead y Silent Civilian.
En febrero de 2008, se anunció que Mediaskare entró en vinculación con Century Media Records. El acuerdo se centró en nueva comercialización y distribución para los artistas Mediaskare. A finales de 2010, el sello se desvinculó por parte de Century Media, y se unió Suburban Noize/RED.

## Artistas actuales
- Antagonist A.D.
- Bermuda
- Betrayal
- Blood Stands Still
- Bury Your Dead
- Creations
- Deserters
- Endwell
- Exotic Animal Petting Zoo
- Hero In Error
- King Conquer
- Murder Death Kill
- Mureau
- Polarization
- The Prestige
- Red Enemy
- Reformers
- Reign Supreme
- Redeemer
- Silent Civilian
- Suffokate
- Ugly Colors
- Volumes

### Artistas de Rite Of Passage Records
- Aristeia
- Adaliah
- Darasuum
- Redeemer
- The Sheds
- Truth & Its Burden
- Wrath of Vesuvius

## Bandas formadas por Mediaskare
- Ambush!
- As Blood Runs Black (Disuelta 2014)
- A Breath Before Surfacing (En pausa)
- Belay My Last (Disuelta 2008)
- Blind Witness (Disuelta 2012)
- Contra (Disuelta 2007)
- The Demonstration (Activa)
- Float Face Down (Disuelta 2014)
- The Ghost Inside (Activa en Epitaph Records)
- Hundredth (Activa en Hopeless Records)
- It Prevails (En pausa)
- The Last Of Our Kind (Disuelta 2012)
- Lionheart (Activa)
- Lose None (En pausa)
- Martyrdom (Disuelta 2010)
- The Messenger (Disuelta)
- The Miles Between (Disuelta)
- The Red Shore (Disuelta 2011)
- Sovereign Strength (Disuelta 2012)
- Stand Your Ground (Activa)
- With Dead Hands Rising (Disuelta 2009)